# Murphy (Argentina)
Murphy (pronunciado múrfi o murpi) es una localidad argentina del departamento General López, en la provincia de Santa Fe.
La comuna fue creada el 27 de julio de 1937 y dista 301 km de la ciudad de Santa Fe, capital de la provincia. Al igual que muchas localidades pequeñas del Litoral argentino (que antiguamente fueron postas para las caballerizas), se emplaza a la vera de la ruta nacional 33, importante carretera internacional.

## Parajes
- Chateaubriand, anteriormente llamado Presidente Uriburu
- Colonia Centenario
- Colonia Los Leones
- Colonia Los Robles
- Paraje Rabiola

## Personalidades destacadas
- Paulo Gazzaniga, futbolista.
- Andrés Desábato, futbolista.
- Juan Pablo Caffa, exfutbolista.
- Mauricio Pochettino, exfutbolista de Newell's Old Boys y actual entrenador.
- David Bisconti, exfutbolista de Rosario Central.
- Leandro Desábato, futbolista surgido en Vélez Sarsfield.
- Mauricio Piersimone, exfutbolista de Estudiantes de La Plata y San Martín de San Juan.
- Santiago Morero, futbolista surgido en Douglas Haig.
- Pablo Gabriel Coente, ciclista surgido del Club Ciclista Mario Mathieu.
- Rodolfo"Chupete" Debiase, bochófilo multicampeón a nivel provincial y nacional.

## Entidades deportivas
- Club Centro Recreativo Unión y Cultura
- Club Agrario Los Leones
- Social y Deportivo Murphy Football Club

## Radio y televisión
- Cable Visión Murphy (provee televisión por cable)
- FM Visión (radio de frecuencia modulada) www.radioenvivo.com.ar/fmvision